# Henrik Queitsch
Henrik Queitsch (født i 1963) er en dansk film- og musikanmelder og fra 2004 tillige kulturredaktør på Ekstra Bladet.
Queitsch er uddannet i litteraturvidenskab og filosofi fra Københavns Universitet i 1997. Han har været tilknyttet Ekstra Bladet som anmelder siden 1999 og har bl.a. også været musikredaktør ved Nat & Dag og været medforfatter på Politikens Dansk Rock Leksikon.
Sammen med Klaus Lynggaard har han forfattet quiz-bogen Rock & Pop Quiz (2005).
Også sammen med Lynggaard har han redigeret antologien Loaded: Om The Velvet Underground, Lou Reed, John Cale, Nico fra 2004.
Han er desuden bestyrelsesmedlem i Foreningen af Dansk Musikkritikere.